# Besu Sado
Besu Sado Beko (ur. 12 stycznia 1996) – etiopska lekkoatletka, specjalistka od biegów średnich.
Srebrna medalistka igrzysk afrykańskich w Brazzaville (2015). W tym samym roku zdobyła srebro mistrzostw Afryki juniorów oraz osiągnęła półfinał mistrzostw świata w Pekinie. W 2016 była dziewiąta na igrzyskach olimpijskich w Rio de Janeiro. Półfinalistka światowego czempionatu w Londynie w kolejnym roku.
Złota medalistka mistrzostw Etiopii.
W 2023 roku została skazana na karę dożywotniego więzienia za współudział w zabójstwie swojego męża.

## Osiągnięcia
| Rok  | Impreza                     | Miejsce        | Konkurencja    | Lokata     | Wynik   |
| ---- | --------------------------- | -------------- | -------------- | ---------- | ------- |
| 2014 | Mistrzostwa Afryki          | Marrakesz      | bieg na 1500 m | 7. miejsce | 4:17,51 |
| 2015 | Mistrzostwa Afryki juniorów | Addis Abeba    | bieg na 1500 m | 2. miejsce | 4:17,11 |
| 2015 | Mistrzostwa świata          | Pekin          | bieg na 1500 m | półfinał   | 4:17,17 |
| 2015 | Igrzyska afrykańskie        | Brazzaville    | bieg na 1500 m | 2. miejsce | 4:18,86 |
| 2016 | Igrzyska olimpijskie        | Rio de Janeiro | bieg na 1500 m | 9. miejsce | 4:13,58 |
| 2017 | Mistrzostwa świata          | Londyn         | bieg na 1500 m | półfinał   | 4:07,65 |
| 2018 | Puchar interkontynentalny   | Ostrawa        | bieg na 800 m  | 7. miejsce | 2:08,59 |

## Rekordy życiowe
- Bieg na 1000 metrów – 2:37,73 (2015)
- Bieg na 1500 metrów (stadion) – 3:59,47 (2016)
- Bieg na 1500 metrów (hala) – 4:09,17 (2017)
- Bieg na milę (stadion) – 4:25,99 (2018)